# Chevrolet Cobalt (Estados Unidos)
Se conoce con el nombre de Chevrolet Cobalt, a una serie de automóviles de turismo, fabricados por la firma General Motors para su marca Chevrolet. Básicamente se trató de dos modelos completamente diferentes el uno del otro, sin ningún tipo de relación ya sea de ingeniería, como de producción.
El primero de esos modelos, fue un automóvil de turismo del segmento C que se fabricó entre los años 2004 y 2010, siendo producido y distribuido exclusivamente en el mercado de América del Norte. Este modelo, estaba basado sobre la Plataforma Delta II de General Motors, la cual también equipaba a los modelos Chevrolet HHR, Saturn ION y Opel Astra. Este modelo, presentaba diferentes tipos de motorizaciones, variando las mismas desde un 2.0 litros, hasta un 2.4 litros, con opciones de cajas manual o automática. Esta versión, fue reemplazada en el año 2009 por el Chevrolet Cruze, modelo lanzado por General Motors a nivel global.

## Características
La primera generación del Chevrolet Cobalt, fue presentada a finales del año 2004 y lanzada oficialmente en el año 2005. El vehículo fue presentado como el sucesor del Chevrolet Cavalier, modelo del segmento C que se venía fabricando desde el año 1982. Este coche, estaba basado en la Plataforma Delta II de General Motors, que entre otros productos, equipaba al Saturn ION, al Chevrolet HHR y al Opel Astra (este último, renombrado como Chevrolet en Sudamérica y como Vauxhall en el Reino Unido). El Chevrolet Cobalt, al igual que su antecesor, fue presentado y destinado exclusivamente al mercado de América del Norte, ya que General Motors se apoyaba en los demás mercados a través de sus marcas más fuertes, tal es el caso del Opel Astra en Europa, el Chevrolet Optra en Asia o el mismo Holden Astra en Oceanía. Su presencia en Estados Unidos, reforzaba la presencia de la marca del moño en el segmento C, compitiendo contra rivales como el Volkswagen Golf, el Toyota Corolla o el Ford Focus.
En sus alternativas de diseño, el Cobalt presentó dos versiones, siendo estas sedán y cupé. A su vez, la versión cupé presentaría dos versiones siendo la primera la estándar, con equipamiento básico, mientras que la segunda sería el Cobalt SS, una versión con equipamiento deportivo, tanto estético como mecánico.

## Artículo similar
- Chevrolet Cobalt (Brasil)